# Marne (Schiff, 1941)
HMS Marne (G35) war ein Zerstörer der M-Klasse der britischen Royal Navy, der im Zweiten Weltkrieg fertiggestellt und eingesetzt wurde. Für seine Einsätze wurde der Zerstörer mit den Battle Honours Arctic 1942-44, Malta Convoys 1942, North Africa 1942 und Aegean 1944 ausgezeichnet. Ab April 1946 wurde der Zerstörer nicht mehr eingesetzt. Eine geplante Modernisierung unterblieb.
Im August 1957 wurde die Marne mit ihren Schwesterschiffen Meteor, Matchless und Milne an die Türkei verkauft. Die überholte und modernisierte Marne wurde mit den Schwesterschiffen im September 1959 in Portsmouth an die türkische Marine übergeben. Als Maresal Fevsi Cakmak diente sie bis 1970 in der Türkei und wurde dann abgebrochen.

## Geschichte des Zerstörers
Der Bauauftrag für die acht Zerstörer der „M- oder Marne-Klasse“ wurde am 7. Juli 1939 paarweise an vier Werften erteilt. Sie sollten Nachbauten der im März 1938 bestellten acht Zerstörer der L-Klasse sein, von denen bei der Auftragsvergabe noch keiner vom Stapel gelaufen war. Mit den Zerstörern dieser beiden Aufträge sollte eine neue Hauptbewaffnung einführt werden, denn sie sollten ein weiterentwickeltes 120-mm-Geschütz in einer ebenfalls neuen, turmähnlichen Lafette erhalten, das eine bessere Bekämpfung von Luftzielen versprach. Die Aufträge für Marne und Martin gingen an die Parsons Marine Steam Turbine Company in Wallsend-on-Tyne. Der Turbinenhersteller hatte schon häufiger Aufträge für Zerstörer erhalten, zuerst 1898 den Auftrag für den ersten Turbinenzerstörer Viper, wobei die Schiffskörper in der Regel von Werften in der Nachbarschaft am Tyne gebaut wurden.

### Baugeschichte
Der Auftrag für die Schiffsrümpfe erging an Vickers-Armstrong Werft High Walker Yard in Newcastle, wo die Kiellegung beider Schiffe am 23. Oktober 1939 erfolgte. Am 30. Oktober 1940 lief die Marne dann vom Stapel. Namensgeber des Schiffes war die Schlacht im Ersten Weltkrieg. Den Namen hatte erstmals ein 1916 fertiggestellter Zerstörer der Admiralty M-Klasse geführt, der schon 1921 abgewrackt worden war.
Die Bauwerft am Tyne war 1913 von Armstrong-Whitworth für den Bau von Großkampfschiffen entstanden (erster Neubau war das Schlachtschiff Malaya) und sollte nach der Fusionierung mit Vickers nur als Reparaturbetrieb fortgeführt werden. Die Wiederaufrüstung der Royal Navy führte dann zu einer regen Bautätigkeit für die britische Marine mit unterschiedlichsten Typen, darunter je zwei Zerstörer der F-Klasse und der H-Klasse sowie vier der Tribal-Klasse fertig.
Während der Bauzeit der Marne lieferte die Werft 1940/41 das Schlachtschiff King George V, den Flugzeugträger Victorious, den Kreuzer Nigeria und fünf Geleitzerstörer der Hunt-Klasse sowie etliche Landungsboote ab.

Am 2. Dezember 1941 wurde die Marne als erstes Schiff der M-Klasse von der britischen Marine in Dienst gestellt.

### Einsatzgeschichte
Die Marne wurde der 17. Zerstörerflottille bei der Home Fleet zugeteilt, deren Zerstörer zum Schutz der schweren Einheiten der Flotte und der Nordmeergeleitzüge eingesetzt wurden. Der Zerstörer wurde bei Sicherungsaufgaben und Geleitzügen von und nach Island eingefahren.

#### Einsatz im Nordmeer
Nach einer kurzen Überholung zur Beseitigung gefundener Mängel (Defekte an den Kesseln, Lecks im Vorschiff) gehörte die Marne ab dem 10. April 1942 zum sogenannten „Ocean Escort“ für das Rückgeleit QP 10 von fünfzehn Transportern, das aus Kola nach Westen zurücklief. Anfangs von zwei sowjetischen Zerstörern und drei in der Sowjetunion stationierten britischen Minensuchern der Halcyon-Klasse begleitet, übernahm im Nordmeer der „Ocean Escort“ die Sicherung mit dem Leichten Kreuzer Liverpool und den fünf Zerstörern Oribi, Punjabi, Fury, Eclipse und Marne sowie einigen kleineren Einheiten bis zum 21. April.

Die Marne wechselte anschließend mit Oribi und Punjabi zur am 29. April 1942 aus dem Hvalfjörður auf Island auslaufenden Deckungsgruppe von PQ 15. In diesem Verband kollidierte am 1. Mai der Tribal-Zerstörer Punjabi im Nebel mit der King George V und sank. Die Marne, die selbst knapp einer Kollision mit der Washington entgangen war, und ihr Schwesterschiff Martin halfen bei der Rettung der 169 Überlebenden.

Vom 13. bis zum 18. Mai 1942 gehörte die Marne zu den britischen Einheiten, die den im März schwer beschädigten britischen Kreuzers Trinidad aufnehmen sollten, der aus Murmansk nach Großbritannien zurückmarschierte. Der Kreuzer wurde von der Luftwaffe mehrfach angegriffen, geriet nach einem Bombentreffer in Brand und musste dann von der Matchless vor dem Erreichen des Aufnahmeverbandes versenkt werden.
Beim folgenden Geleitzug PQ 16 wurde die Marne einer zusätzlich gebildeten Nahsicherungsgruppe zugeteilt, die aus den vier Kreuzern Nigeria, Kent, Norfolk und Liverpool sowie den Zerstörern Onslow, Oribi und Marne bestand. Der ursprünglich 35 Schiffe umfassende Geleitzug verlor sieben Transporter auf seinem Weg nach Murmansk bzw. Archangelsk.

#### Einsatz zur Versorgung Maltas

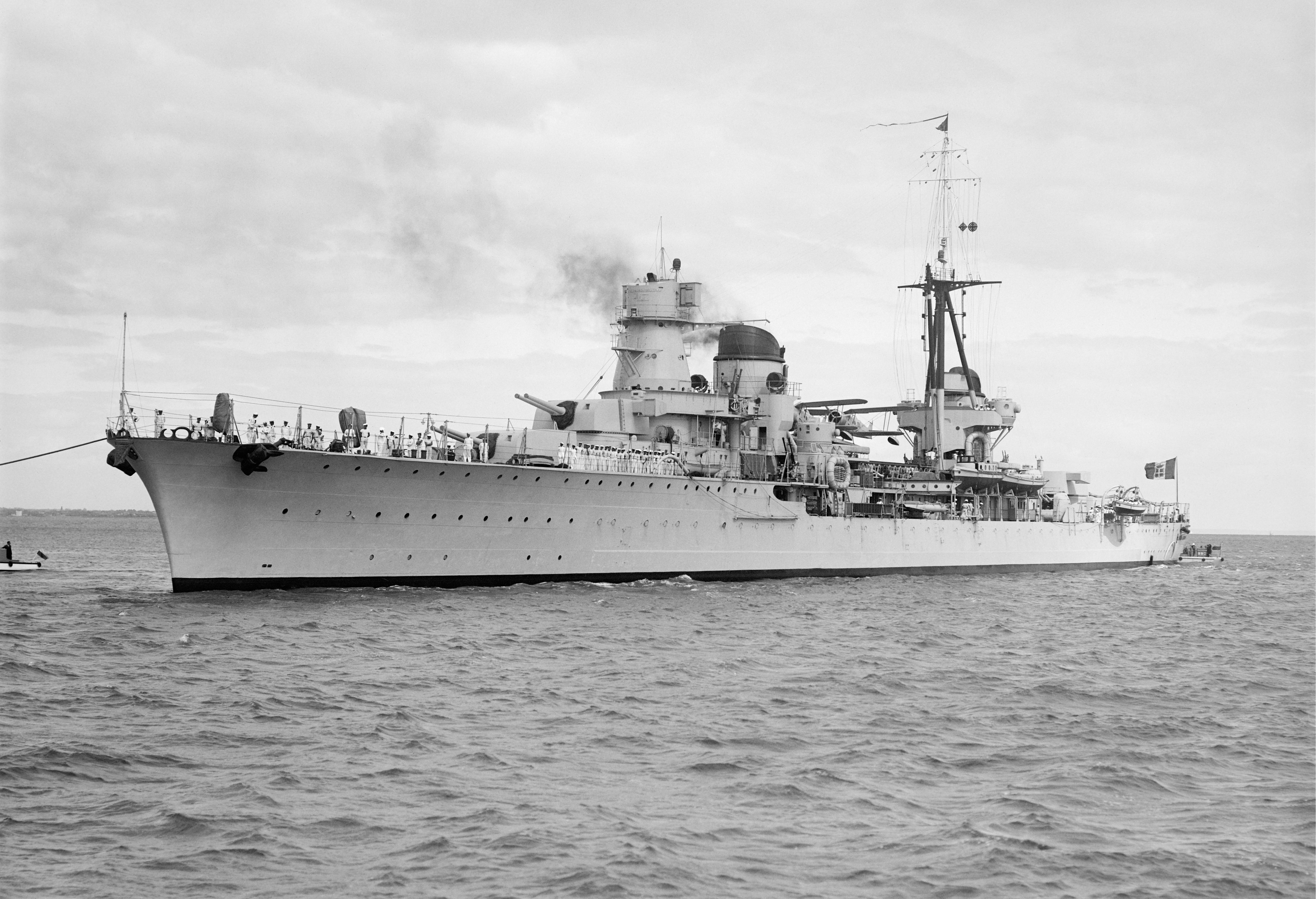
Die Raimondo Montecuccoli

Im Juni 1942 wurde die Marne mit anderen bislang im Nordmeer eingesetzten Einheiten zur Operation Harpoon herangezogen, die aus Gibraltar Versorger nach Malta durchbringen sollte, während gleichzeitig die Mediterranean Fleet mit der Operation Vigorous einen gleichartigen Versuch startete. Die Marne gehörte ab dem 12. zur Sicherung des Westkonvois WS 19, dessen fünf Frachter und ein Tanker vom Flakkreuzer Cairo, fünf Zerstörern, drei Geleitzerstörern und einigen kleineren Einheiten gesichert wurden. Der Konvoi wurde aus der Luft, durch U-Boote sowie zwei italienische leichte Kreuzer (Raimondo Montecuccoli und Eugenio di Savoia) sowie fünf Zerstörern angegriffen. Obwohl hinsichtlich der Hauptartillerie den Italienern unterlegen, gelang es der Geleitsicherung, die italienischen Angreifer abzudrängen. Es gelang, einen italienischen Zerstörer in Brand zu schießen, allerdings wurden auch der Führungszerstörer Bedouin und die und Partridge schwer getroffen und mussten zurückgelassen werden. Letztere konnte sich soweit reparieren, dass sie zeitweise versuchte, mit der Bedouin im Schlepp in Richtung Gibraltar zu entkommen. Ein erneuter Angriff italienischer Torpedobomber führte zur Versenkung der Bedouin. Kurz vor Malta geriet der Verband noch in ein Minenfeld und verlor den Geleitzerstörer Kujawiak; andere Einheiten wurden schwer beschädigt. Zwei Frachter konnten nach Malta gebracht werden. Am 16. Juni lief die Marne im Verband der einsatzfähig gebliebenen Sicherungseinheiten (Cairo, der Minenleger Welshmann, der nahe Pantelleria zum Verband gestoßen war, Ithuriel, Blankney und Middleton) aus Malta wieder zurück nach Gibraltar. Das Schiff überstand den Einsatz mit geringen Schäden durch Nahtreffer.

#### Erneuter Nordmeereinsatz

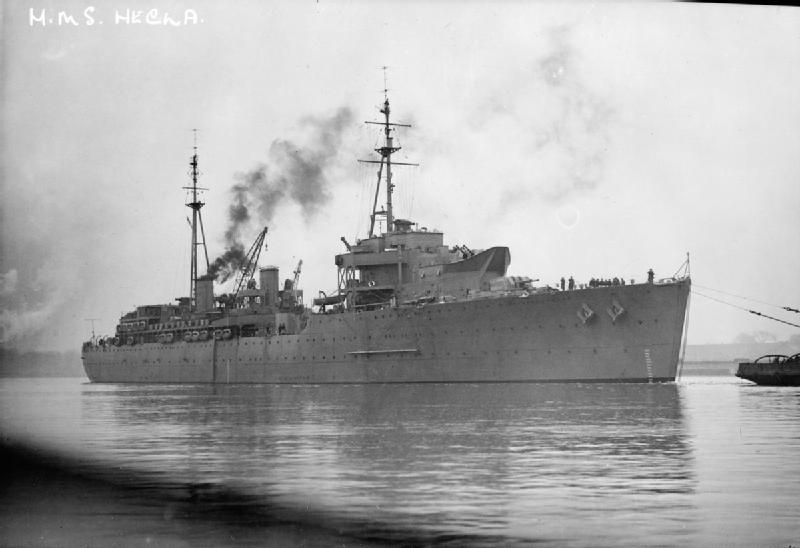
Der Tender Hecla

Die am 22. Juni aus Gibraltar wieder in die Heimat ausgelaufene Marne wurde ab dem 29. Juni mit Teilen der Home Fleet als Fernsicherung des unglücklichen Geleitzugs PQ 17 eingesetzt. Das weitgehende Scheitern diese Geleitzugs, der 24 Transporter verlor, führte zu einem Sondereinsatz der Marne mit ihrem Schwesterschiff Martin und den Hunt-Zerstörern Middleton und Blankney nach Murmansk und Archangelsk mit Munition und Versorgungsgütern für Geleitfahrzeuge des Konvois QP 14. Unterwegs werden die Schiffe von dem Tanker Black Ranger beölt, der durch den Geleitzerstörer Wilton gesichert wurde. Die Schiffe verblieben vorerst in sowjetischen Gewässern und nahmen am 15. August den US-Kreuzer Tuscaloosa mit den amerikanischen Zerstörern Rodman, Emmons sowie der britischen Onslaught im Nordmeer auf, um sie nach Murmansk zu geleiten. Diese hatten Bodenpersonal, Material und Torpedos für zwei Staffeln Hampden-Bomber des RAF Bomber Command an Bord, die nach Nordrussland verlegt werden sollten. Marne, Martin und Onslaught begleiteten die amerikanischen Schiffe (jetzt mit Überlebenden des Konvois PQ 17 an Bord) ab dem 24. auf ihrem Rückmarsch.

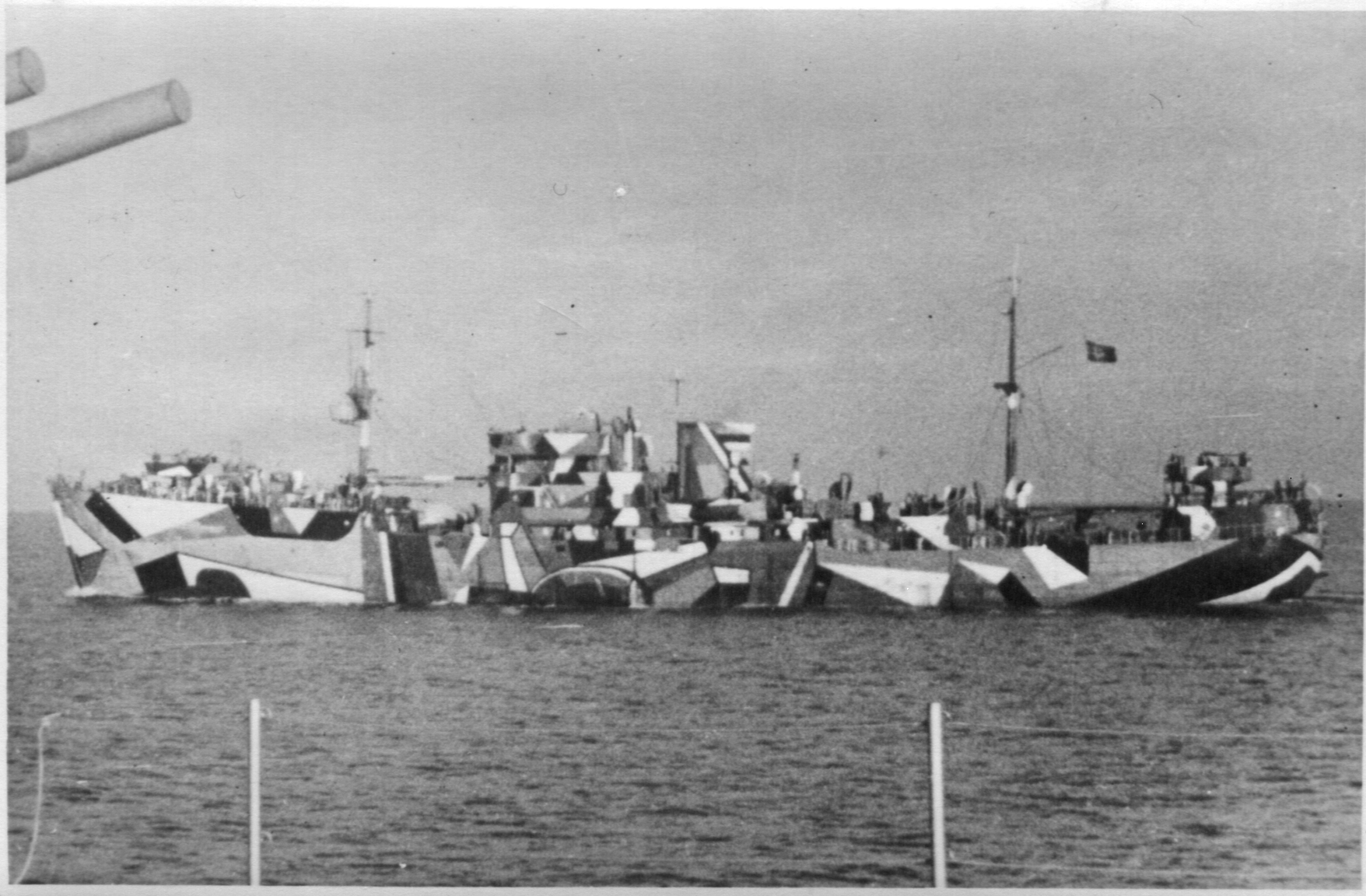
Das Minenschiff Ulm

Die britischen Zerstörer wurden aber detachiert, um das deutsche Minenschiff Ulm abzufangen, das zum Unternehmen Zar auslief, um das Gebiet nordwestlich von Nowaja Semlja zu verminen. Die per Funk gegebenen Anweisungen für das deutsche Unternehmen waren von Bletchley Park entschlüsselt worden. Marne, Martin und Onslaught fanden am 25. das deutsche Schiff südostwärts der Bäreninsel und versenkten es.
Seit Anfang September 1942 gehörte die Marne mit drei Schwesterschiffen zur „3rd Destroyer Flotilla“ bei der Home Fleet. Der im September folgende Geleitzug PQ 18 und das Gegengeleit QP 14 wurden erheblich intensiver gesichert als PQ 17. Die Marne gehörte mit ihren Schwesterschiffen Milne, Martin und Meteor sowie zwölf weiteren Zerstörern zur Nahsicherung des Konvois unter Konteradmiral Burnett auf dem Flugabwehrkreuzer Scylla. Der Konvoi wurde von der Luftwaffe und U-Booten intensiv angegriffen. Trotz des Verlustes von dreizehn Handelsschiffen wurde PQ 18 von alliierter Seite als Erfolg betrachtet. Zum einen waren 27 voll beladene Schiffe in den Zielhafen gelangt, die mehr Ladung anlandeten, als alle Geleitzüge des Jahres 1941 zusammengenommen geliefert hatten und zum anderen den Deutschen nach eigener Einschätzung schwere Verluste an Flugzeugen und U-Booten zugefügt. Es war der letzte große Einsatz der Luftwaffe gegen ein Nordmeergeleit. Da die geplante Operation Torch die Zahl der zur Verfügung stehenden Geleitschiffe limitierte, folgte erst Ende Dezember 1942 ein Geleitzug auf der Nordmeerroute.

#### Torpedierung derMarne

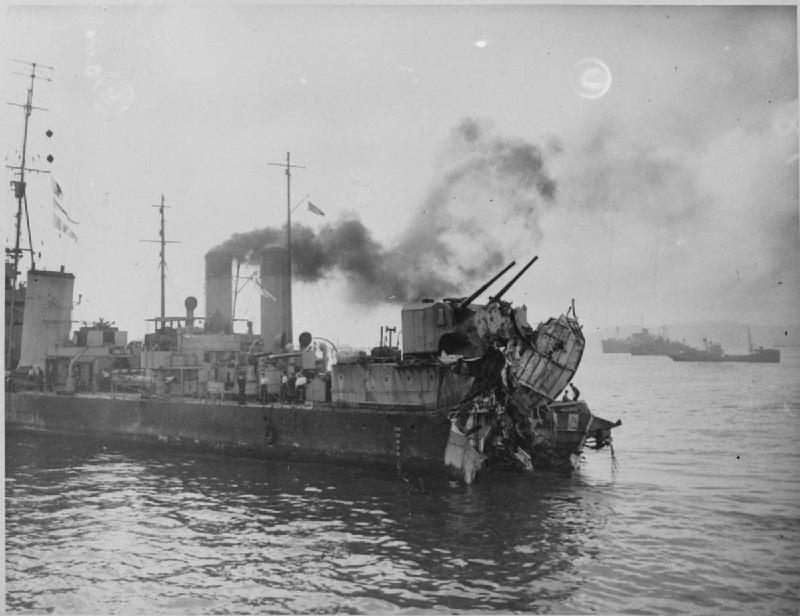
Marne im Schlepp nach Gibraltar.

Die Marne wurde nach einer kurzen Instandsetzung am Humber Ende Oktober 1942 nach Gibraltar verlegt, um die aufmarschierenden Konvois für die geplante Landung in Nordafrika (Operation Torch) zu sichern. Am 9. November 1942 lief sie mit dem alten Zerstörer Venomous aus Gibraltar dem in Anmarsch befindlichen Tender Hecla und dem zum Werkstattschiff umgebauten alten Kreuzer Vindictive entgegen. Die Unterstützungsschiffe sollten nach Oran laufen.
Am 12. November 1942 wurde die Hecla noch 180 Seemeilen westlich von Gibraltar durch das deutsche U-Boot U 515 torpediert und versenkt. Während der Bergung der Schiffbrüchigen griff dasselbe U-Boot die Marne mit zwei weiteren Torpedos an, von denen einer das Heck traf. Dreizehn Mann wurden beim Torpedotreffer getötet. Die Venomous versuchte den bewegungsunfähigen Zerstörer abzuschleppen, griff aber dann das sich erneut nähernde U-Boot an. Die Marne wurde durch den Schlepper Salvonia begleitet von der Korvette Jonquil nach Gibraltar eingeschleppt. Das Schiff hatte das komplette Heck verloren und die provisorischen Reparaturen in Gibraltar nahmen fast drei Monate in Anspruch. Anschließend wurde die Marne nach Großbritannien geschleppt. Nach der Reparatur bei Swan, Hunter & Wigham Richardson in Sunderland kehrte sie erst im Januar 1944 wieder in den aktiven Dienst zurück.

#### Wieder im Nordmeer
Erneut bei der Home Fleet und im Nordmeer eingesetzt, wurde der Zerstörer am 23. März 1944 wieder für voll einsatzbereit erklärt. Ab dem 30. März war der Zerstörer mit der Force 1 der Home Fleet in See, die den Nordmeergeleitzug JW 58 sichern sollte und dann von der Victorious eine der beiden Angriffswellen der Operation Tungsten gegen die im Kåfjord liegende Tirpitz starten sollte. Schon die erste Welle der von Victorious und Furious startenden 21 Barracuda-Sturzkampfbomber erzielte zehn Bombentreffer auf dem sich für eine Probefahrt vorbereitenden Schlachtschiff und die begleitenden Jagdflugzeuge griffen die Oberdecks an und verursachten große Personalverluste. Der zweite Angriff traf die Deutschen vorbereitet, verlief aber ähnlich, da keine Flugzeuge zur Abwehr zur Verfügung standen und insbesondere die Flakgeschütze schwere Personalverluste hatten. 122 Seeleute der Tirpitz starben bei den Angriffen, weitere 316 wurden verwundet. Die insgesamt 15 Bombentreffer hatten jedoch keine schweren Schäden verursacht.
Ab dem 21. April 1944 gehörte die Marne zu einer Task Force unter Konteradmiral McGrigor (1893–1959) auf der Diadem, die mit zwei Geleitträgern, der 3. Zerstörerflottille mit acht Zerstörern (darunter fünf der M-Klasse) und zwei Support Groups den Geleitzug RA 59 vom Kola-Fjord abholte, mit dem auch viele Angehörige der westalliierten Marinen zurückkehrten, die Schiffe in die Sowjetunion überführt hatten. Die geplante Mitnahme sowjetischer Marineangehöriger zur Übernahme weiterer Schiffe in Großbritannien scheiterte, da der vorgesehene Passagierdampfer Nea Hellas (ex Tuscania) technische Probleme hatte. Während dieses Einsatzes bildete die Marne mit ihren Schwesterschiffen die Sicherung des Geleitträgers Activity.
Mitte Juli 1944 war die Marne einer der zwölf Zerstörer der 3. Zerstörerflottille, die den Verband der Operation Mascot, die nach einigen wetterbedingten Fehlversuchen erneut mit Trägerflugzeugen die Tirpitz angriffen. Der Angriff der Maschinen von der Formidable, Indefatigable und Furious war diesmal jedoch erfolglos. Anschließend gehörte der Zerstörer noch zur Sicherungsgruppe der Geleitzüge JW 59 und RA 59A von Anfang August bis Anfang September sowie JW 60 und RA 60 von Mitte September bis Anfang Oktober 1944. Zum Ende von RA 59A war der Zerstörer noch am 12. September an der Operation Begonia beteiligt, bei der Maschinen der Träger Furious und Trumpeter den Schiffsverkehr südlich der Insel Voksa in West-Norwegen angriffen und Minen in den Schifffahrtsweg legten. Gesichert wurde dieser Vorstoß durch den Kreuzer Berwick und fünf weitere Zerstörer mit Myngs, Musketeer, Vigilant, Verulam und der kanadischen Algonquin.

#### Letzte Einsätze bei der Royal Navy
Im Oktober 1944 wurde das Schiff überholt und für einen Einsatz im östlichen Mittelmeer vorbereitet. Am 11. November traf die Marne in Alexandria ein, der neuen Basis der Flottille. Die Zerstörer sollten die Rückeroberung von Inseln in der Ägäis unterstützen und Versorgungs- bzw. Absetzbemühungen der Deutschen unterbinden. Am 4. Dezember bombardierten der Kreuzer Aurora und die Zerstörer Marne, Meteor und Musketeer Ziele auf Rhodos.
im Januar 1945 verlegte der Zerstörer ins westliche Mittelmeer und suchte auf Patrouillen zwischen Toulon und Livorno an der italienischen Küste nach deutschen Aktivitäten. Nach dem Kriegsende in Europa sollten die M-Zerstörer noch zur Eastern oder British Pacific Fleet verlegt werden. Im August besuchte die Marne mit dem Leichten Kreuzer Ajax und der Meteor Konstantinopel. Die Kapitulation Japans änderte die Planungen. Die Marne verblieb bei der „3rd Destroyer Flotilla“ im Mittelmeer bis zum März 1946, wo seit Herbst 1945 Zerstörer der V-Klasse die Zerstörer der M-Klasse ersetzten. Die Marne verblieb dann bis zu ihrem Verkauf in der Reserve. Ein geplanter Umbau zu einer „Type 62 Frigate“ zur Luftraumüberwachung (mit vier Schwesterschiffen) unterblieb, da das Projekt aufgegeben wurde.

## In der türkischen Marine
Am 16. August 1957 erwarb die Türkei die Marne und ihre Schwesterschiffe Meteor, Matchless und Milne. Vor der Übergabe an den neuen Eigner wurden die vier Zerstörer auf britischen Werften überholt und modernisiert. Als Hauptbewaffnung behielten sie ihre drei Doppeltürme mit 120-mm-L/50-Geschützen. Die leichte Luftabwehrbewaffnung bestand einheitlich aus 40-mm-Bofors-Geschützen, von denen eine Mk.V-Doppellaffette und vier Einzelgeschütze installiert wurden. Der vordere Vierfach-Torpedorohrsatz blieb an Bord. Auf der Position des hinteren Torpedorohrsatzes wurde ein Dreifach-Squid-Werfer installiert. Die Radaranlage der Schiffe wurde modernisiert.
1959 übernahm die türkische Marine die vier Zerstörer in Großbritannien. Die Marne erhielt den Namen Mareşal Fevzi Çakmak.
Namensgeber war der Feldmarschall Fevzi Çakmak (1876–1950), der türkische Generalstabschef von 1921 bis 1944. Der Zerstörer diente bis 1970 in der türkischen Marine mit der NATO-Kennung D349 und wurde dann, wie die Schwesterschiffe, ausgesondert und verschrottet.